# Мелеруд (община)
Община Мелеруд (на шведски: Melleruds kommun) е разположена в лен Вестра Йоталанд, югозападна Швеция с обща площ 950 km2 и население 8892 души (към 31 декември 2013). Административен център на община Мелеруд е едноименния град Мелеруд.